# Автомобильный рынок

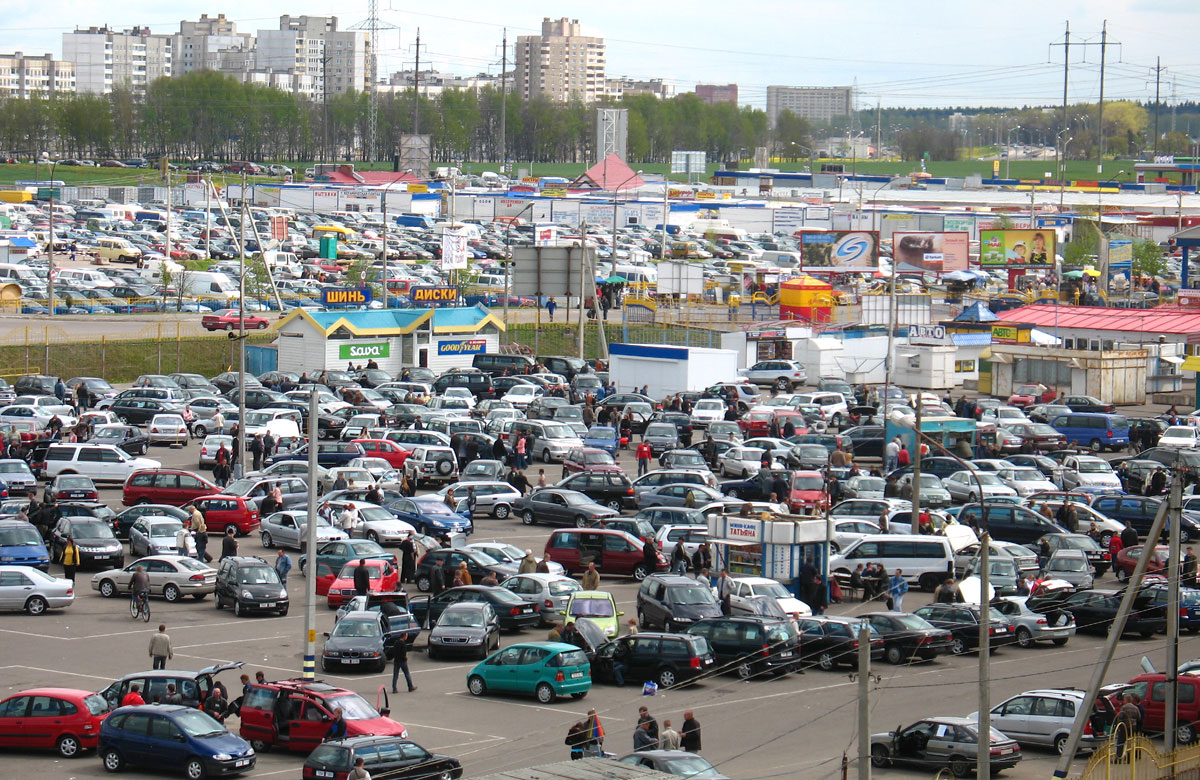
Автомобильный рынок в Минске.

Автомобильный рынок — это скопление факторов экономических отношений, благодаря которым происходит взаимодействие субъектов рынка с целью обмена готовых автомобилей на денежные средства или их эквиваленты.
Также, под «автомобильным рынком» в народе подразумевается какое-либо территориально ограниченное пространство, предназначенное для торговли, в основном физическими лицами и индивидуальными предпринимателями, готовыми автомобилями и запасными частями к ним. В этом смысле часто употребляют слово «Авторынок».
В данной статье автомобильный рынок рассматривается как экономическая категория в мировом масштабе.

## Объект и субъект
Объектом (товаром) автомобильного рынка является готовый автомобиль. Под готовым автомобилем подразумевается механическое транспортное средство, имеющее более двух колёс, способное к передвижению без внесения дополнительных изменений в его конструкцию. Товаром автомобильного рынка нельзя считать, например: мотоциклы, лодки и т. п., отдельные агрегаты автомобиля и запчасти. Автомобиль, как товар, должен удовлетворять нужды или потребности покупателей автомобильного рынка.
Субъекты автомобильного рынка:
1. Представители спроса: домашние хозяйства (физические лица), а также коммерческие и государственные организации (юридические лица).
2. Представители предложения: производители автомобилей (промышленные предприятия) и продавцы автомобилей (автомобильные дилеры). В силу отраслевой специфики, производители автомобилей реализуют товар напрямую конечному потребителю в редких случаях, действуя в основном через дилеров и дистрибьюторов (распространителей).
3. Государство, в лице Правительства.

## История и развитие
История автомобильного рынка начинается с изобретением первого автомобиля и зарождением автомобилестроения в Германии в XIX веке (см. История автомобиля). Задолго до этого были изобретены самодвижущиеся экипажи на паровых и двигателях внутреннего сгорания, однако реализация подобных автомобилей была незначительной. 
Только в конце XIX века Карл Бенц предложил покупателю готовое к эксплуатации транспортное средство, а Готлиб Даймлер запустил в производство функциональный автомобильный двигатель.
Первым в мире автомобилем, запущенным в производство в 1886 году стал трёхколёсный автомобиль Бенца, сконструированный им в 1885 году. Он имел следующие технические характеристики:
- объём двигателя — 1,7 л, который располагался горизонтально (сконструированный К. Бенцом в 1885 году автомобиль имел двигатель объёмом 985 см³, чего было недостаточно для покупателей);
- мощность двигателя — 0,75 л. с.;
- электрическое зажигание;
- двухступенчатую коробку передач.

Автомобили «Daimler», разработанные совместно Г. Даймлером и Вильгельмом Майбахом, были запущены в производство в 1895 году. Благодаря некоторым техническим решениям (например: низко расположенная легкая рама), автомобили «Daimler» были более надёжными, безопасными и лёгкими в управлении. Примерно с 1890 года начало развиваться автомобильное производство во Франции. Наиболее известной французской фирмой того периода была «Panhard et Levassor». Первым самостоятельно разработанным и поставленным на производство в Англии стал автомобиль марки «Lanchester» в 1900 году. Таким образом, мировой автомобильный рынок зародился и начал развиваться в Европе.
На развитие автомобильного рынка большое влияние оказывали технические изменения в конструкции и агрегатах автомобиля, а также технологии производства. Влияние указанных факторов сохраняется и в наше время. На первых этапах развития автомобильного рынка покупателям нередко приходилось покупать двигатель и шасси у одного производителя, а кузов у другого, так как многие фирмы специализировались на чём-то одном. При этом, в большинстве случаев, невозможно было купить готовый товар: все производилось «под заказ». Это было связано с преобладанием в отрасли кустарного производства. Первые автомобили были рассчитаны только на двоих пассажиров. С возрастанием спроса и увеличением конкуренции, производители стали прислушиваться к требованиям потребителей: появились автомобили на четыре пассажира.
Во времена формирования автомобильного рынка не существовало автомобильных брендов в современном их понимании. Каждая мастерская могла изготавливать автомобиль под своим именем. Для того, чтобы выделить свою продукцию среди многочисленных конкурентов, автопроизводители стремились участвовать в спортивных гонках, что является проявлением маркетинговой стратегии. В настоящее время этим приёмом пользуются только производители спорткаров.
Первые автомобили были весьма дорогими, что ограничивало круг потребителей. В дальнейшем автомобиль из предмета роскоши превратился в предмет потребления. Особенно стремительно это происходило в США, где был самый ёмкий автомобильный рынок в мире. Первый американский доступный автомобиль был произведён компанией «Oldsmobile» в 1901 году и назывался «American Curved Dash».
Новый этап развития автомобильного рынка начался с внедрения в автомобильной промышленности массового способа производства с использованием конвейера. Автомобилем, ознаменовавшим начало новой эпохи, стал в 1908 году «Ford Model Т», сконструированный Генри Фордом. Это был недорогой (более чем на треть дешевле конкурентов) и надёжный автомобиль, способный проехать даже по сельским дорогам (дорожная система США в то время была слаборазвита). После нескольких лет производства «Ford Model Т», в 1913 году на предприятии был введён метод стандартизации и взаимозаменяемости частей автомобиля, а также конвейерная технология сборки. 
К 1923 году каждый второй автомобиль в США (50 % рынка) носил марку «Ford».
Третий этап развития автомобильного рынка связан с внедрением системы «бережливого» производства (lean production). Впервые этот способ производства автомобилей был применён компанией «Toyota Motor Corporation» в конце 1940-х годов «Бережливое» производство позволяет достигнуть более выгодного соотношения цена/качество в условиях дефицита ресурсов и падения спроса. Также это позволило сократить сроки поставки товара и ускорить внедрение технических новшеств. Применение «бережливого» производства позволило автопроизводителям из Японии, в особенности «Toyota», достаточно быстро завоевать большую долю рынка, потеснив прежних лидеров, таких как GM. Критерии конкурентоспособности с этого момента подверглись изменению. Потребители увидели, что качественный автомобиль не обязательно должен быть дорогим.
С развитием компьютерных технологий возрастает влияние Интернета на развитие автомобильного рынка. Многие люди пользуются Интернетом для купли-продажи подержанных автомобилей. Торговля же новыми автомобилями через Интернет пока незначительна даже в развитых странах.
С началом мирового экономического кризиса 2008 года мировой автомобильный рынок пошёл на спад. Объёмы продаж уменьшились практически на всех рынках. Наименьшие потери понёс рынок Китая. 
В 2010-е годы мировой рынок постепенно растёт, приближаясь к докризисным результатам. Немаловажную роль в этом исполнили программы утилизации старых автомобилей, внедрённые в большинстве развитых стран в период спада.
В последние годы на развитие автомобильного рынка возрастает влияние технологических новинок в разработке силовых агрегатов автомобилей. В силу подорожания автомобильного топлива и загрязнения окружающей среды, потребители стремятся приобретать более экономичные автомобили. Свою роль в этом играют и правительства, устанавливая всё более жёсткие экологические нормы на выброс вредных веществ автомобилями. Возрастает, особенно в развитых странах Европы, количество автомобилей с дизельными двигателями (которые вскоре должны исчезнуть с рынка). 
Множество компаний продают на рынке автомобили с гибридными топливно-электрическими двигателями, среди них Toyota, Lexus, VW, Honda. Автомобили исключительно на электрической тяге, подзаряжаемые от электрической розетки, заняли уже существенную долю рынка. 
Разрабатываются автомобили на водородных топливных элементах. Большим минусом автомобилей на альтернативных источниках энергии является их высокая цена.

## Способы реализации продукции
На самых ранних этапах развития рынка, чтобы купить автомобиль, покупателю необходимо было обращаться непосредственно к фирме-производителю. На современном этапе практическим все автопроизводители реализуют свою продукцию через посредников — автомобильных дилеров. Различают официальных и неофициальных («серых») автомобильных дилеров. Дилеры оказывают услуги не только по продаже автомобилей, но и по техническому обслуживанию и ремонту. У некоторых автомобильных дилеров можно приобрести поддержанные автомобили различных марок.

## Классификация рынка
По состоянию автомобиля:
1. Рынок новых автомобилей.
2. Рынок подержанных автомобилей.

По территориальному признаку:
1. Рынок США.
2. Рынок Японии.
3. Рынок Китая.
4. Рынок России и т. д.

По типу автомобилей:
1. Рынок легковых автомобилей.
2. Рынок легких коммерческих автомобилей (часто объединяется с рынком легковых автомобилей).
3. Рынок автобусов.
4. Рынок грузовиков и спецтехники.

## Статистика
Самые продаваемые в мире модели автомобилей за всё время (на май 2010 г.):
1. Toyota Corolla, 35.000.000 шт.
2. Ford F-Series, 33.900.000 шт.
3. Volkswagen Golf, 27.190.000 шт.
4. Volkswagen Beetle, 22.649.464 шт.
5. Ford Escort, 16.500.000 шт.

В приведенном выше рейтинге возможно приведены округленные показатели продаж, при этом суммируются продажи всех поколений одноименной модели.
Самые продаваемые в мире модели автомобилей (за 2012 г.):
1. Toyota Corolla, 1.054.000 шт.
2. Ford Focus, 1.012.400 шт.
3. Toyota Prius/Aqua, 895.456 шт.
4. Hyundai Elantra, 818.562 шт.
5. Toyota Camry, 795.442 шт.

Рейтинг стран по объему автомобильного рынка (I полугодие 2011 г.):
1. Китай — 7.220.000 шт.
2. США — 6.331.000 шт.
3. Япония — 1.799.000 шт.
4. Бразилия — 1.640.000 шт.
5. Германия — 1.623.000 шт.
6. Франция — 1.225.000 шт.
7. Россия — 1.182.000 шт.
8. Индия — 1.032.000 шт.
9. Великобритания — 1.030.000 шт.
10. Италия — 1.013.000 шт.

В приведенном выше рейтинге цифры округлены до тысяч.

## Автомобильный рынок России
В период СССР автомобильного рынка в России фактически не существовало. В стране невозможно было приобрести иностранные автомобили из-за ограничений в международной торговле. С другой стороны, чтобы приобрести автомобиль отечественной марки необходимо было заплатить немалые деньги, как и в наши дни, и некоторое время дожидаться своей очереди.
Российский автомобильный рынок, в современном его понимании, начал развиваться с распадом СССР. На рынке стало появляться все больше иностранных автомобилей. Постепенно потребители стали приобретать все более новые и дорогие автомашины. К 1997 году на долю легковых автомобилей дороже 10 тыс. долл. приходилось 23,7 % рынка.
После дефолта 1998 года автомобильный рынок сократился в основном за счет иностранных брендов. Дефолт предоставил временное конкурентное преимущество по цене отечественным автопроизводителям. В 1999—2000 гг. доля легковых автомобилей дороже 10 тыс. долл. составила всего 10 %. В дальнейшем данный сегмент возрастал: 2003 г. — 31 %, 2006 г. — 63 %.
Основным катализатором роста российского автомобильного рынка в начале 2000-х годов было автокредитование. По некоторым оценка в 2006 году по схеме кредитования было продано более 40 % новых легковых автомобилей.
В 2008 году среди всех марок по объёмам продаж лидировала японская Toyota, однако в 2009 году LADA вернула себе историческое первенство. 
На начало 2010-х две трети российских автовладельцев имели в собственности автомобиль местного производства.
Российский автомобильный рынок пережил труднейший для всех компаний автомобильного бизнеса кризисный 2009 год, когда продажи легковых автомобилей упали на 50,2 % и составили по итогам года 1,39 млн.
В период этого кризиса автомобильный рынок России испытал значительный спад, при том, что в докризисный период он показывал одни из самых высоких темпов роста в мире. Восстановление отечественного автомобильного рынка в посткризисный период связывают с программами утилизации и субсидирования кредитов, укреплением рубля и снижение безработицы.
По итогам I полугодия 2011 года российский автомобильный рынок находится на 3-м месте в Европе и 7-м в мире, с результатом в 1,182 млн шт. В сравнении с I полугодием 2010 года, автомобильный рынок России вырос на 57 % в количественном и на 85 % в денежном выражении.
Согласно обзору мирового автомобильного рынка компанией KPMG в 2011 году, 38 % опрошенных экспертов предполагают, что объем автомобильного рынка России к 2015 году будет составлять 3-4 млн шт. Предполагаемая тенденция может быть скорректирована под влиянием многих факторов, к основным из которых относится вступление России в ВТО и возможная вторая волна мирового экономического кризиса.

В 2010-х (с 2011 по 2021) год парк легковых автомобилей в России вырос на 36 %. Вторичный рынок также показывал рост.
В августе 2023 года президент России В. Путин исключил возможность дальнейшего приобретения иностранных автомобилей для нужд министерств, ведомств и Управления делами президента, по его словам — все чиновники в стране должны ездить на автомобилях отечественного производства. Ранее с подобным предложением выступил спикер Госдумы Вячеслав Володин. До него, с идеей пересадить госслужащих на «Лады»,  выступал министр финансов Антон Силуанов.
Если в 2022 году на российском рынке был зафиксирован, с развитием параллельного импорта, бум объявлений новых малолитражных автомобилей, то к февралю 2024 года их количество снизилось на 89 % и достигло 0,01 % от всего рынка, а количество доступных моделей уменьшилось на 58,5 %.

С середины 2024 года  в России произошёл, из-за «отложенного спроса» и ожиданий очередного повышения утильсбора, всплеск продаж новых китайских автомобилей. Всего же итогам года было продано 1,57 млн автомобилей — максимум за 5 лет.
В конце же 2024 — начале 2025 года произошло крупное падение на российском авторынке; так, по итогам I квартала 2025 г. суммарные объёмы реализации новых легковых машин просели на 25,3 % год к году (составив 246 939 единиц); при этом  реализация «большой четверки» из КНР (Haval, Chery, Geely и Changan) просела в среднем на 31 %. 

Статистика:
Продажи легковых автомобилей и LCV в России по годам:
- 2008 г. — 2 897 459 шт.
- 2009 г. — 1 465 742 шт.
- 2010 г. — 1 912 794 шт.
- 2011 г. — 2 653 408 шт.
- 2012 г. — ~2,935 млн шт.

- 2024 г. — ~1,57 млн

## Автомобильный рынок стран СНГ
- Автомобильный рынок Казахстана (см. Ассоциация Казахстанского автобизнеса, Автомобильная промышленность Казахстана)